# パリ〜ルーベ2005
パリ〜ルーベ2005は、パリ〜ルーベの103回目のレース。2005年4月10日、259kmの距離で行われ、トム・ボーネンが優勝。

## 結果
|    | 選手名                       | チーム                   | 時間          |
| -- | ---------------------------- | ------------------------ | ------------- |
| 1  | トム・ボーネン               | クイックステップ         | 6時間29分38秒 |
| 2  | ジョージ・ヒンカピー         | ディスカバリーチャンネル | 同            |
| 3  | フアン・アントニオ・フレチャ | ファッサ・ボルトロ       | 同            |
| 4  | マニュス・バクステット       | リクイガス               | + 1分39秒     |
| 5  | ラルス・ミシャエルセン       | チームCSC                | + 2分43秒     |
| 6  | レオン・ファンボン           | ダヴィタモン・ロット     | + 3分49秒     |
| 7  | フローラン・ブラール         | アグリテュベル           | 同            |
| 8  | ファビアン・カンチェラーラ   | ファッサ・ボルトロ       | 同            |
| 9  | トル・フースホフト           | クレディ・アグリコル     | 同            |
| 10 | アルノー・コワイオ           | コフィディス             | 同            |